# 韦纳佐布尔河畔普拉德
韦纳佐布尔河畔普拉德（法語：Prades-sur-Vernazobre）是法国埃罗省的一个市镇，属于贝济耶区。该市镇总面积19.98平方公里，2009年时的人口为274人。

## 人口
韦纳佐布尔河畔普拉德人口变化图示